# Viaggio d'amore
Pour plus de détails, voir Fiche technique et Distribution.
Viaggio d'amore est un film dramatique italien réalisé par Ottavio Fabbri (it) et sorti en 1990.

## Fiche technique
- Titre original italien : Viaggio d'amore[1]
- Réalisateur : Ottavio Fabbri (it)
- Scénario : Tonino Guerra
- Photographie : Mauro Marchetti
- Montage : Mauro Bonanni (it)
- Musique : Andrea Guerra (it)
- Décors : Tommaso Bordone
- Sociétés de production : Paravalley, Reteitalia, Paris à deux
- Pays de production :  Italie
- Langues originales : italien
- Format : Couleurs - Son Dolby - 35 mm
- Durée : 98 minutes
- Genre : drame
- Dates de sortie :
  - Italie : 13 mai 1972

## Distribution
- Omar Sharif : Rico
- Lea Massari : Zaira
- Florence Guérin : Driana
- Ciccio Ingrassia : Prêtre
- Stéphane Bonnet : Chauffeur de camion
- Leopoldo Trieste : Carter
- Maria Grazia Cucinotta